# Divided by Night
Divided by Night es el cuarto álbum de estudio del dúo estadounidense de música electrónica The Crystal Method, lanzado el 12 de mayo de 2009. Su primer sencillo, "Drown in the Now", que contiene las vocales de Matisyahu, fue lanzado por iTunes Store el 14 de abril de 2009, el segundo sencillo "Black Rainbows", fue lanzado por Beatport el 28 de abril de 2009, el tercer sencillo "Come Back Clean", también por Beatport el 5 de octubre de 2009, y el cuarto sencillo "Sine Language", que contiene colaboración de LMFAO, fue lanzado el 16 de noviembre.
El álbum fue nominado en la 52.ª entrega de los Premios Grammy al mejor álbum de dance/electrónica.

## Lista de canciones
| Edición estándar |                                               |          |  |
| N.º              | Título                                        | Duración |  |
| 1.               | «Divided by Night»                            | 5:03     |  |
| 2.               | «Dirty Thirty» (con Peter Hook)               | 5:26     |  |
| 3.               | «Drown in the Now» (con Matisyahu)            | 5:49     |  |
| 4.               | «Kling to the Wreckage» (con Justin Warfield) | 4:06     |  |
| 5.               | «Smile?»                                      | 5:36     |  |
| 6.               | «Sine Language» (con LMFAO)                   | 6:17     |  |
| 7.               | «Double Down Under»                           | 5:51     |  |
| 8.               | «Come Back Clean» (con Emily Haines)          | 4:59     |  |
| 9.               | «Slipstream» (con Jason Lytle)                | 5:21     |  |
| 10.              | «Black Rainbows» (con Stefanie King Warfield) | 6:23     |  |
| 11.              | «Blunts & Robots» (con Peter Hook)            | 5:51     |  |
| 12.              | «Falling Hard» (con Meiko)                    | 6:39     |  |
| 67:13            |                                               |          |  |

| Bonus track de edición deluxe (iTunes) |                                 |          |  |
| N.º                                    | Título                          | Duración |  |
| 13.                                    | «Play for Real» (con The Heavy) | 5:01     |  |
| 72:14                                  |                                 |          |  |

- Datos: Q4037456